# Вишневецький Олександр Костянтинович
Олекса́ндр Вишневе́цький (нар. між 1605 та 1607 Залізці тепер  Тернопільського району Тернопільської области — пом. 5 листопада 1639) — державний і військовий діяч Речі Посполитої українського походження.

## Життєпис
Походив з українського магнатського роду Вишневецьких. Син князя та белзького воєводи Костянтина Вишневецького і Урсули Мнішек. Народився приблизно між 1605 та 1607 роками. Здобув гарну освіту.
Замолоду дістав посаду коронного ротмістра. Обставини цього достеменно невідомі. Брав участь у Смоленській війні, де відзначився. У 1638 році його батько передав в управління староство Черкаське. 20 березня того ж року вступив в урядування староством. Брав участь у придушенні повстання на чолі з Яковом Остряницею і Дмитром Гунею. Ймовірно був учасником Жовнинської битві у червні 1638 року, де козацьке військо зазнало поразки. У 1639 році відправляв війська для придушення дій козаків Карпа Півтора-Кожуха.
10 травня 1639 року у Вінницькому ґроді разом з батьком та молодшим братом Юрієм протестували проти Міхала Янковського стосовно спустошення маєтків (Немирів, Сорокотяжинці, Білка, Лука, Коровайна, Зарудинці), які той тримав у заставі після смерті старшого брата Януша впродовж тривалого часу — йшлося про розігнання підданих, вирубку лісів, забрання різної «арматури» з Немирова, вилов риби тощо. Втім не дочекався рішення суду: раптово помер того ж року в Черкасах. Поховано у бернардинському костелі в Залізцях. Одружений не був, тому староство перебрав рід Потоцьких.